# روجر دي بوفوار
روجر دي بوفوار (بالفرنسية: Roger de Beauvoir)‏ (8 نوفمبر 1806 في فرنسا - 27 أغسطس 1866، الدائرة السابعة عشرة في باريس في فرنسا)؛ مؤلِّف، كاتب مسرحي، شاعر، صحفي وروائي فرنسي.

## روابط خارجية
- روجر دي بوفوار على موقع ميوزك برينز (الإنجليزية)